# Sloanea leptocarpa
Sloanea leptocarpa là một loài thực vật có hoa trong họ Côm. Loài này được Diels miêu tả khoa học đầu tiên năm 1931.